# 科爾海峽

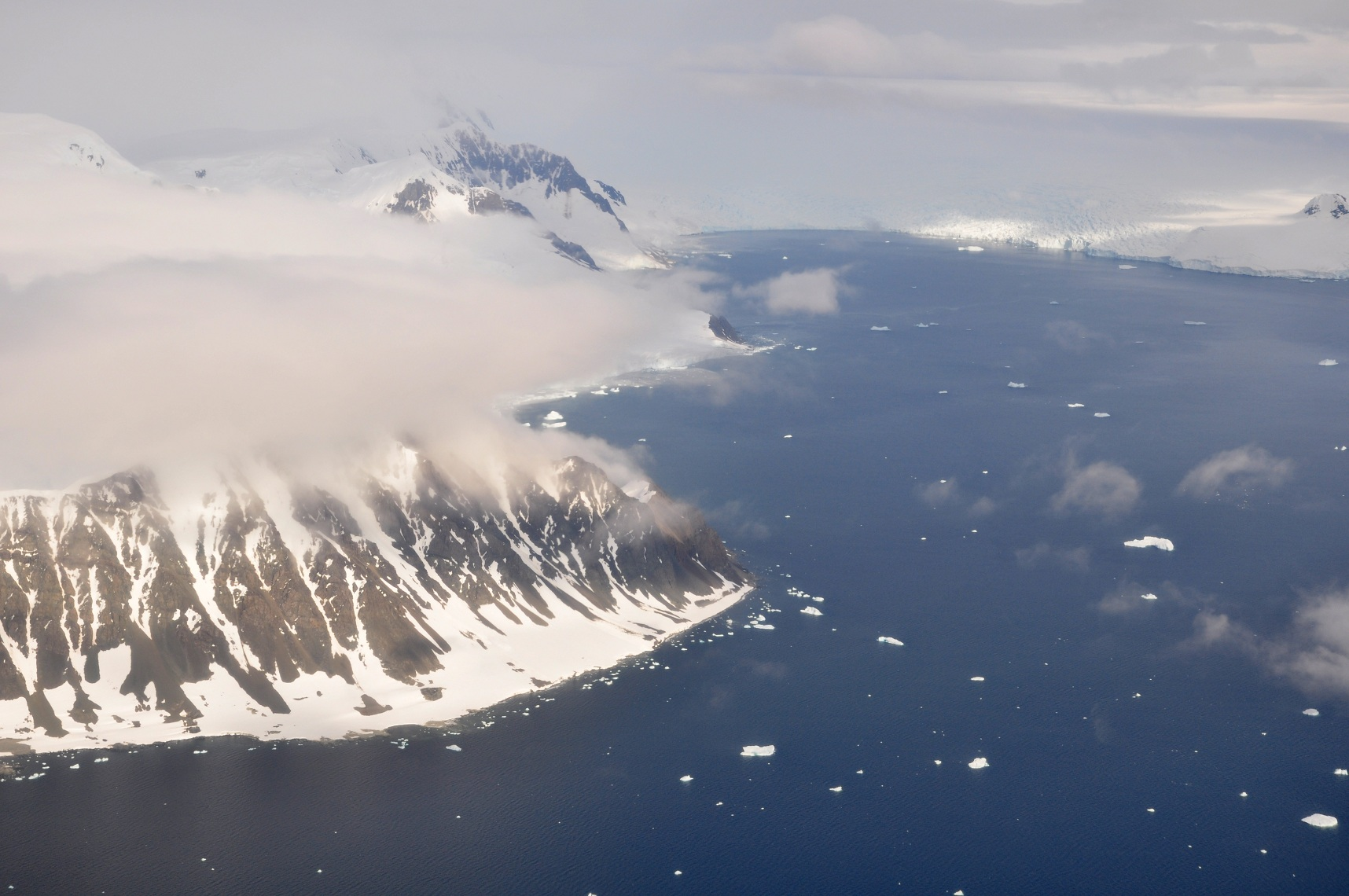

科爾海峽（英語：Cole Channel），是南極洲的海峽，位於葛拉漢地，處於賴特半島和懷亞特島之間，由英國南極名稱諮詢委員會命名，現時由南極條約體系管理。